# Orthodera
Orthodera es un género de insectos mantodeos perteneciente a la familia Mantidae. Es originario del Sudeste de Asia y Australia.

## Especies
Comprende las siguientes especies:
- Orthodera australiana
- Orthodera burmeisteri
- Orthodera gracilis
- Orthodera gunnii
- Orthodera insularis
- Orthodera ministralis
  - Orthodera ministralis ministralis
  - Orthodera ministralis timorensis
- Orthodera novaezealandiae
- Orthodera rubrocoxata